# 기체 상수
기체 상수(氣體常數, 영어: gas constant) 또는 이상 기체 상수(理想氣體常數, 영어: ideal gas constant)는 이상기체상태방정식에 등장하는 물리 상수이다. 볼츠만 상수와 아보가드로 상수의 곱이다.
즉 R=kB⋅NA

## 정의
| 기체 상수의 값           | 단위             |
| ------------------------ | ---------------- |
| 8.31446261815324         | J⋅K−1⋅mol−1      |
| 8.314462618...×10−2      | L⋅bar⋅K−1⋅mol−1  |
| 8.314462618...           | m3⋅Pa⋅K−1⋅mol−1  |
| 8.314462618...×107       | erg⋅K−1⋅mol−1    |
| 8.3144626211(25)×103     | Da⋅m2⋅s−2⋅K−1    |
| 62.3635982215293...      | L⋅torr⋅K−1⋅mol−1 |
| 1.98720425864083...×10−3 | kcal⋅K−1⋅mol−1   |
| 8.20573660809596...×10−5 | m3⋅atm⋅K−1⋅mol−1 |
| 0.0820573660809596...    | L⋅atm⋅K−1⋅mol−1  |

기체 상수 {\displaystyle R}는 아래와 같은 이상 기체 법칙에서 등장하는 비례 상수이다.
{\displaystyle P={\frac {RT}{\tilde {V}}}}
여기서
- P는 이상 기체의 압력
- T는 온도
- {\displaystyle {\tilde {V}}=V/n}는 기체의 몰부피이다. 여기서 n은 기체의 몰수, V는 기체의 부피이다.

R은 기체 1몰을 1K 올리는데 사용되는 에너지이다.
R은 로렌츠-로렌츠 방정식, 네르스트 방정식에서도 등장한다.

### 볼츠만 상수와의 관계
볼츠만 상수 kB(간략히 k로도 사용됨)는 이상기체상수의 다른 형태로 사용된다. 이 볼츠만 상수는 기체의 몰수 대신 통계열역학에서 미시계가 가질 수 있는, 혹은 가능한 상태의 수를 나타낼 때 해준 에너지로 표현한다. 이는 아보가드로 수를 이용하여 다음과 같이 나타낼 수 있다.
{\displaystyle k_{B}={\frac {R}{N_{A}}}}
따라서 볼츠만 상수를 이용하여 이상 기체 법칙을 표현하면 다음과 같다.
{\displaystyle \ PV=Nk_{B}T}

### 특별 기체 상수
실제기체 또는 혼합기체의 특별 기체 상수( {\displaystyle {\bar {R}}} )는 (일반) 기체 상수 {\displaystyle R}를 기체의 몰 질량({\displaystyle M})으로 나눠준 것으로 나타낸다.
{\displaystyle {\bar {R}}={\frac {R}{M}}}
일반적으로 특별 기체 상수를 기호 {\displaystyle R}로 나타낸다. 이런 경우 R의 전후관계나 단위는 어떤 기체상수가 언급되었는가를 명시해야한다. 예를 들어 음속 방정식은 일반적으로 특정 기체 상수로 표현된다.
공기의 특별 기체 상수는

{\displaystyle R_{\mathrm {dry\,air} }=287.058{\frac {\mbox{J}}{{\mbox{kg}}\cdot {\mbox{K}}}}}

## 미국 표준 대기
1976년에 정의된 미국 표준 대기(영어: U.S. Standard Atmosphere, 1976, 기호 USSA1976)에서는 기체 상수가 다음과 같은 값으로 정의된다.
{\displaystyle R=8.31432{\mbox{ }}{\frac {\mathrm {N\cdot m} }{\mathrm {mol\cdot K} }}}

그러나 USSA1976은 이 수치가 아보가드로수와 볼츠만 상수의 도식화된 값과 일치하지 않다고 인정하였다. 그러나 USSA1976은 표준대기의 모든 계산에 이 {\displaystyle R}값을 사용한다. 이 차이는 정확도에 큰 영향을 주지 않는다. ISO의 {\displaystyle R}을 사용해서 압력을 계산할 경우 11,000미터에서 오직 0.62파스칼만이 증가할 뿐이다.

## 같이 보기
- 물리 상수
- 볼츠만 상수
- 이상 기체
- 이상 기체 법칙